# Le Blanc Moulin
Le Blanc Moulin is een stenen bergmolen in het Belgische Pays des Collines (Ostiches (Aat)) in de provincie Henegouwen. De molen is in 1789 gebouwd. De korenmolen bleef tot in de jaren 30 van de twintigste eeuw bedrijfsmatig in gebruik. Na de Tweede Wereldoorlog werd het gevlucht verwijderd en begon de molen te vervallen. Een koper, Lucien De Wachter, had in de jaren 80 plannen hem uitwendig te herstellen en als woning in te richten. De gemeente Aat kocht de korenmolen echter in 1989 en liet deze geheel maalvaardig herstellen. Hij is uitgerust met vier maalkoppels. Le Blanc Moulin is sinds 1982 een beschermd monument.
- Monument Wallonië DGO4: 51004-CLT-0045-01